# Джумадылов, Казы
Джумадылов Казы (31 Декабря 1922, село Алкым Джети-Огузский район Иссык-Кульской области Республики Киргизия в составе РСФСР, позднее Киргизская ССР) — доцент экономических наук, член ЦК Коммунистической партии Киргизской ССР. заслуженный экономист Кыргызской Республики.

## Биография
Родился 1922 г. 31 декабря в селе Алкым Джети-Огузский район . Происходит из племени Бугу бугу (племя) , Окончил Каракольский педагогический техникум, Кыргызский государственный университет.